# Torre Ejecutiva Pemex
A Torre Ejecutiva Pemex egy felhőkarcoló Mexikóvárosban. 1982-es elkészültétől 2003-ig Mexikó legmagasabb épülete volt. A Pemex nevű olajtársaság tulajdona.

## Története
Terveit Pedro Moctezuma Díaz Infante készítette 1976-ban, de az építkezés különböző források szerint csak 1979-ben vagy 1981-ben kezdődött el. A mérnöki munkákat a Colinas de Buen S.A. de C.V. cég végezte, az építő az ICA volt, míg az alapozást a Solum S.A-ra bízták. A felhasznált 224 000 tonnányi acél Houstonból és Spanyolországból származott, a beton pedig Mexikóból. Az épület eredetileg 222 méter magas volt, de 1984-ben átalakításokat végeztek a tetején, ezáltal pedig 8 méterrel alacsonyabb lett.
2013. január 31-én a felhőkarcoló mellett álló, szintén a Pemexhez tartozó B2-es épület pincéjében gázrobbanás történt. 37-en életüket vesztették, 126-an megsérültek, és keletkeztek károk a Torre Pemexben is.

## Képek

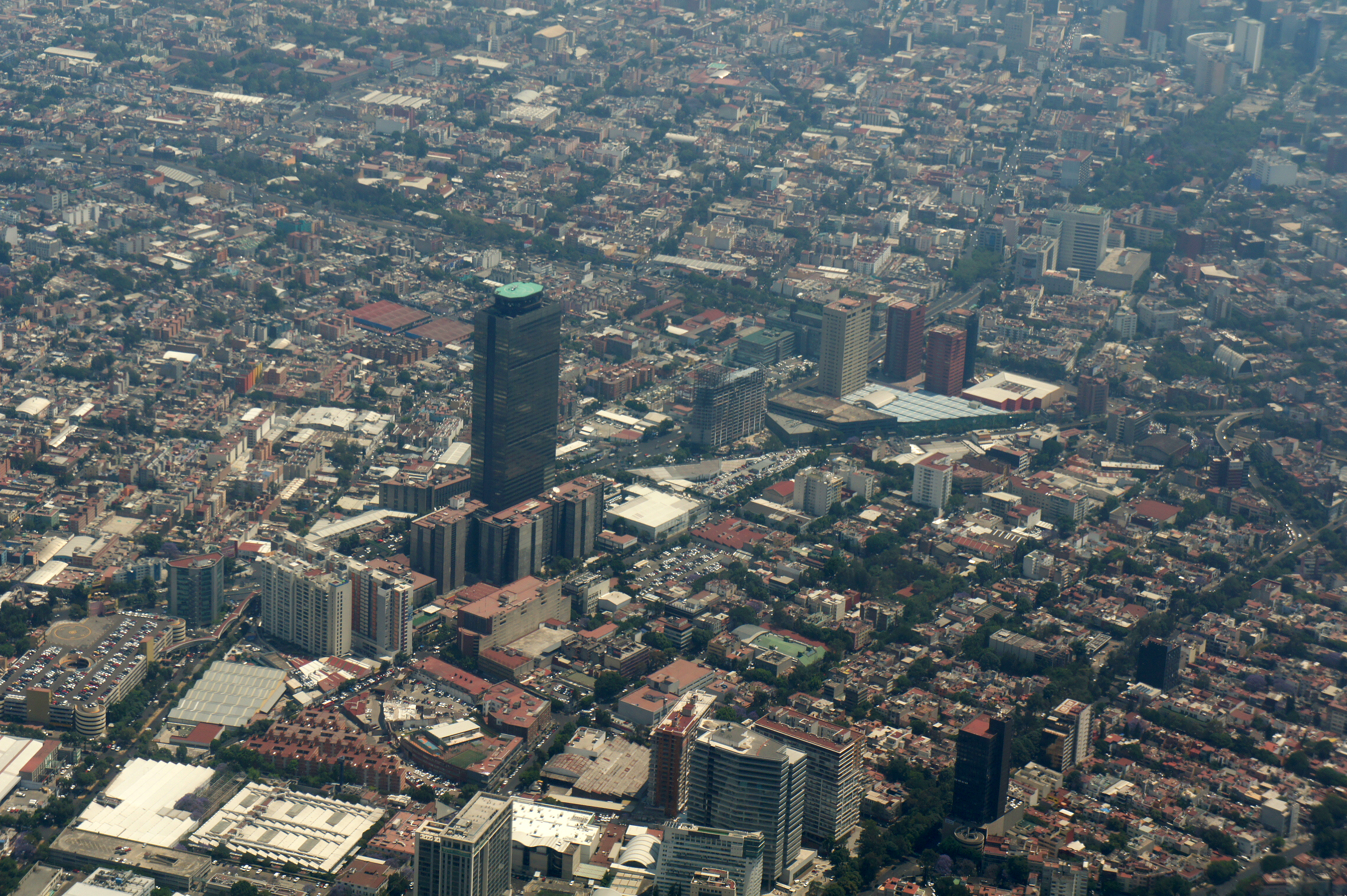
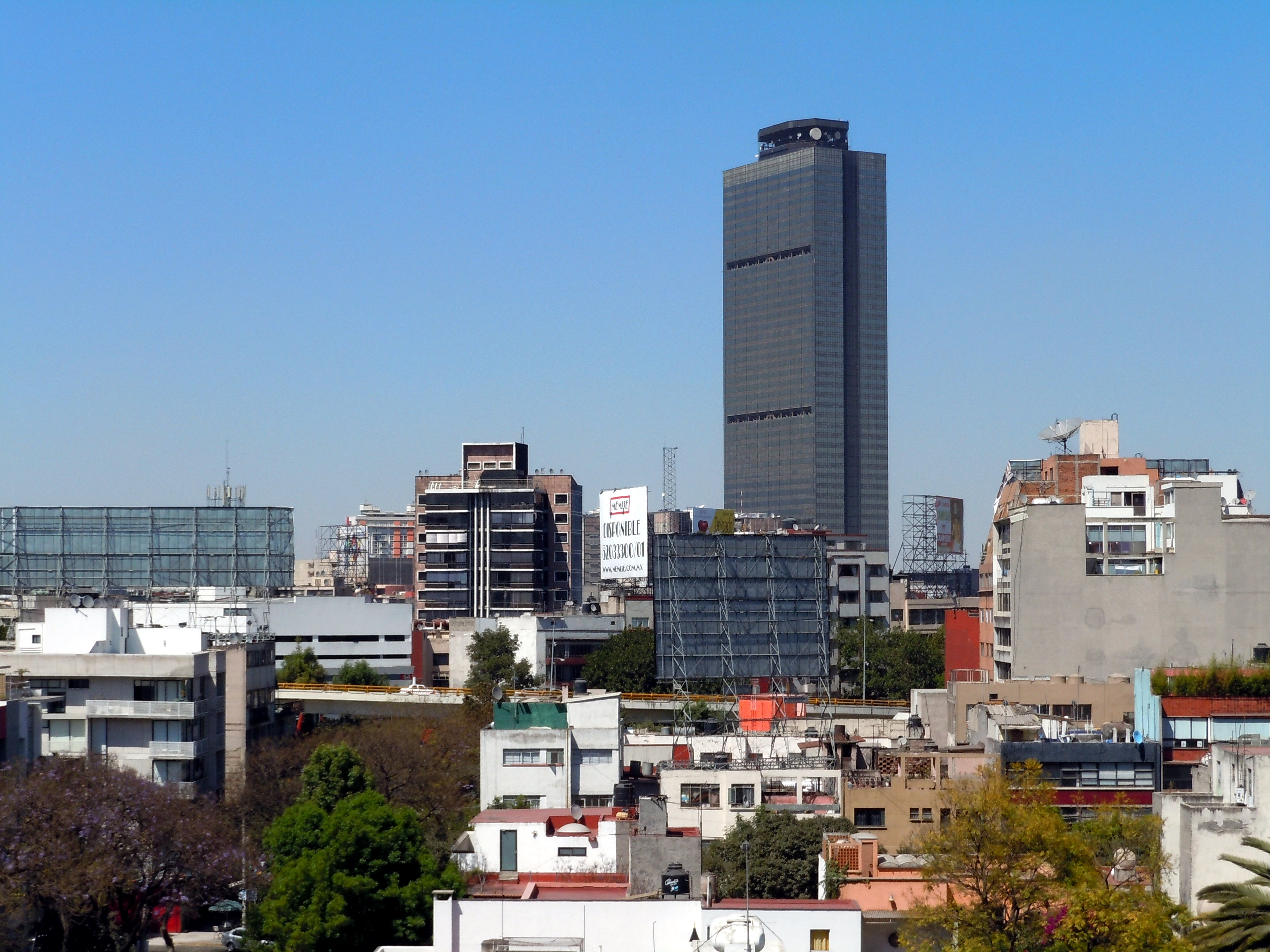
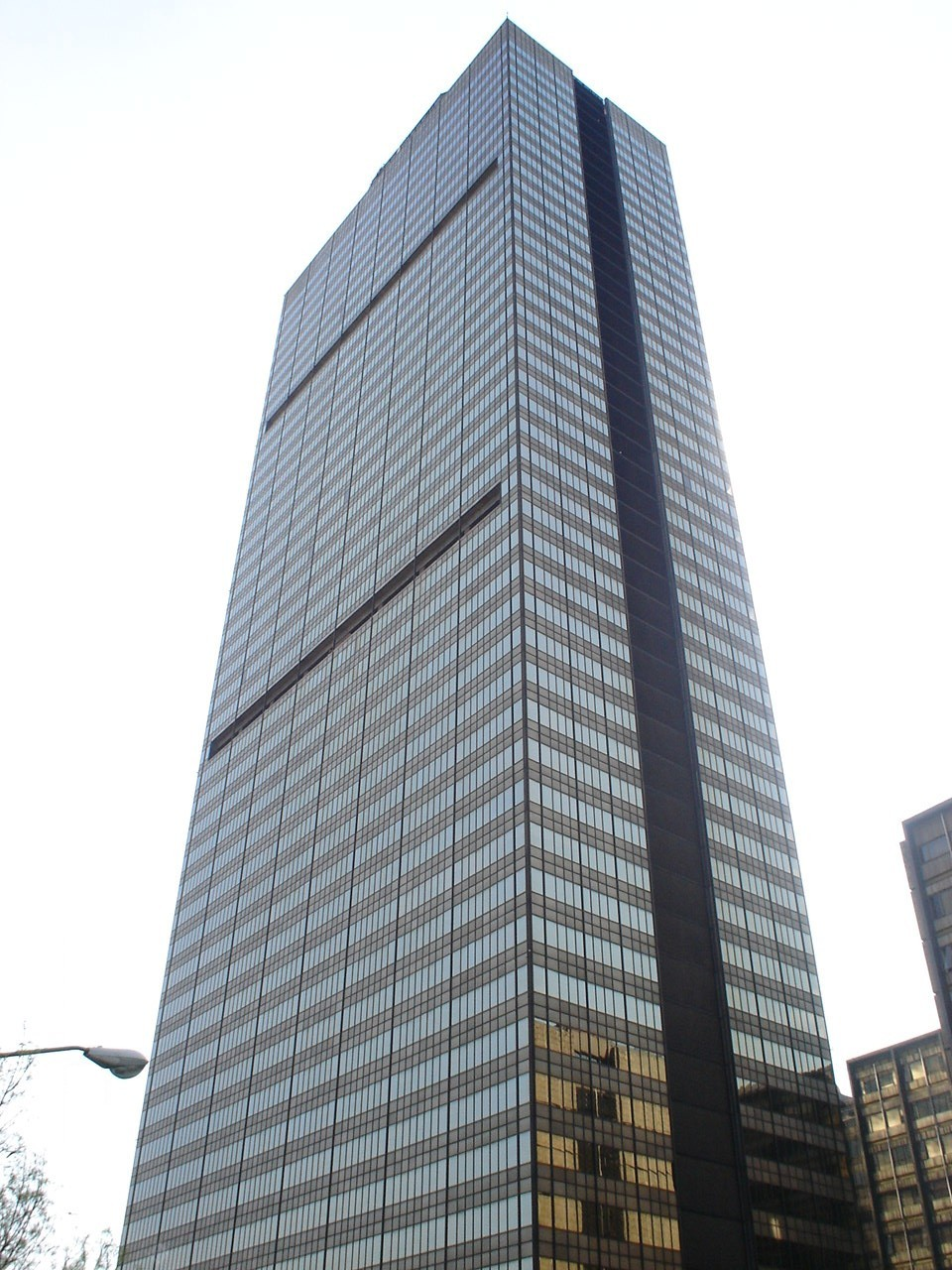
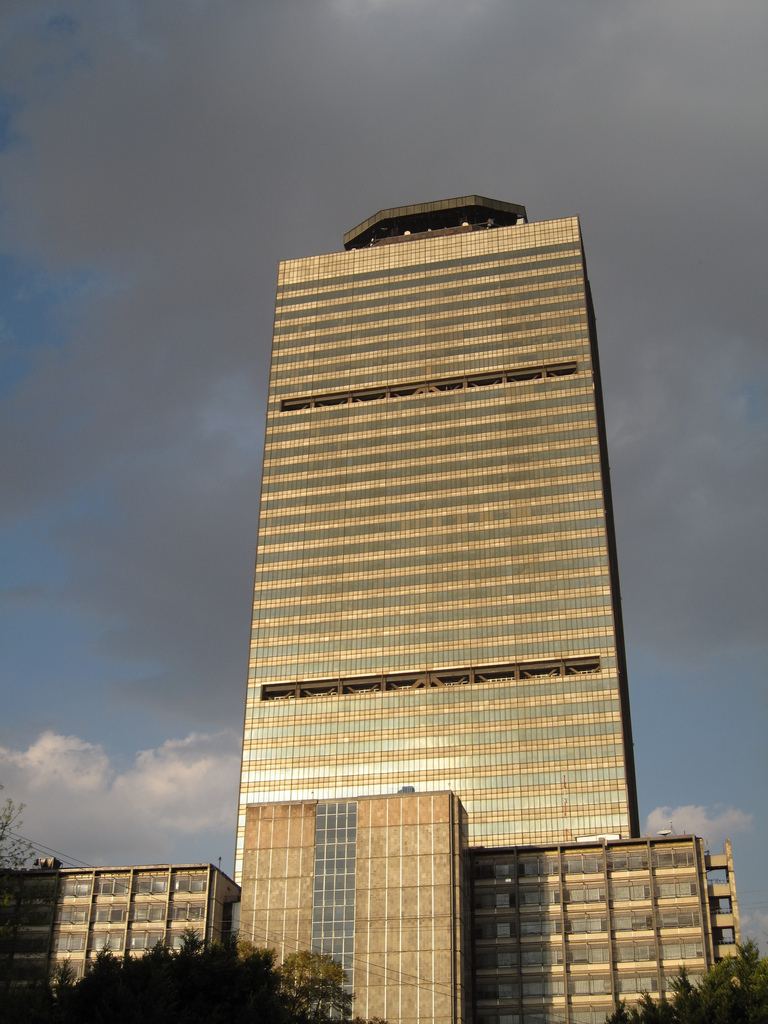

## Leírás
Az 53 szintes, 214 méter magas felhőkarcoló Mexikóváros Miguel Hidalgo kerületében, a Colonia La Husteca városrészben található, az Avenida Marina Nacional út déli (délnyugati) oldalán. A föld alatt még két szintnyi parkoló található, tetején pedig egy (ritkán használt) helikopterleszálló. Összesen 3500 m² területet foglal el, alapjait összesen 164 darab, 32 méter mélyre lenyúló vasbeton pillér tartja. Ezekre főként azért volt szükség, mert a városnak ez a része egy régen kiszárított tó medencéjében fekszik, így a talaj nagy mélységig mocsaras. A gyakori földrengések miatt úgy tervezték, hogy akár egy 8,5-es erősségű földmozgásnak is ellenálljon: az 1985-ös nagy földrengést sikeresen át is vészelte. Áramellátása a stabilitás érdekében két különböző irányból történik. Ez volt az első épület Mexikóban, amelyet „intelligensre” terveztek, azaz amelyben épületirányító rendszer működik. A keleti és a nyugati oldalon végighúzódó, kívülről fekete csíknak látszó rész a vészlépcsők helye.